# Sabirabad
Sabirabad es una localidad de Azerbaiyán, capital del raión homónimo.
Se encuentra a una altitud de -12 m sobre el nivel del mar.

## Demografía
Según estimación 2018 contaba con 30612 habitantes.